# الميناء القديم في مونتريال
ميناء مونتريال القديم ((بالفرنسية: 'Vieux-Port de Montréal')‏) هو ميناء تاريخي يقع في مونتريال في كيبك، كندا. يمتد لأكثر من كيلومترين على طول نهر سانت لورنس في منطقة مونتريال القديمة. يعود تاريخه لعام 1611، حيث استخدم كمحطة تجارية لتجارة الفراء الفرنسية.
عام 1976، انتقلت أعمال ميناء مونتريال القديم إلى ميناء مونتريال في منطقة ميرسيه-هوتشيلاغا-ماسونيوف.
أعيد تطوير الميناء القديم في أوائل التسعينيات، تحت إشراف المعماريين أوريلي كاردينال وبيتر روز.وهو اليوم منطقة ترفيهية وتاريخية تستقطب نحو ستة ملايين سائحاً سنوياً.

## معالم الجذب السياحي
يتوفر في منطقة الميناء القديم التاريخي للسكان والزوار طائفة واسعة من الأنشطة، منها مركز مونتريال للعلوم ومسرح أيماكس وبرج الساعة في مونتريال. كما يمكن الوصول للنهر مشياً وركوب الدراجات والزلاجات ودراجات الدفع الرباعي واستئجار بيدالو أو سيجوا. يقع الميناء القديم عند نهاية قناة لاشين وهي نفسها قد جُدّدت لتصبح مقصداً لراكبي الدراجات والزلاجات والزوارق. أما الفعاليات الثقافية فتشمل مهرجان مونتريال لوميير وإيغلوفيست، ومهرجان ماتسوري اليابان
في حزيران (يونيو) 2012، افتتح شاطئ برج الساعة بجوار برج الساعة في مونتريال.
تم تغيير اسم ميناء مونتريال القديم إلى رصيف الميناء القديم في مونتريال وذلك عام 2005. يقيم سيرك دو سوليه عروضاً جديدة في المنطقة كل سنتين تقريباً.
تم رفض الميناء القديم كموقع لإقامة الجندول الجوي المقترح.
كمان كان الميناء القديم يعرف أيضاً كأحد أشهر مواقع الصيد في منطقة مونتريال الكبرى. وتقام فعاليات للصيد في الجليد داخل الميناء القديم شتاءً.

## الإدارة
تدير شركة ميناء مونتريال القديم الموقع، وهي شركة تابعة لشركة الأراضي الكندية وهي شركة ذات تمويل ذاتي تقدم تقاريرها للبرلمان الكندي من خلال وزير النقل والبنية التحتية والمجتمعات. على الرغم من أن الميناء القديم يتبع شركة الأراضي الكندية إلا أن تقاريره ترفع مباشرة للحكومة.

## وصلات خارجية
- الموقع الرسمي